# Економіка Домініканської Республіки

Прапор Домініканської Республіки

Географічне положення Домініканської Республіки

Домініканська республіка — аграрно-індустріальна країна, що знаходиться у центрі Карибського архіпелагу і займає частину острова Гаїті. Домініканська Республіка має другу за величиною економіку в Карибському морі, її економіка залежить від сільського господарства, торгівлі та послуг і особливо від туризму. Хоча сектор послуг нещодавно обігнав сільське господарство як ведучий роботодавець домініканців, сільське господарство залишається найважливішим сектором з точки зору внутрішнього споживання і знаходиться на другому місці. Дохід від туризму складає більше $ 1 млрд в рік
[Архівовано 4 вересня 2018 у Wayback Machine.] [1].

## Сільське господарство

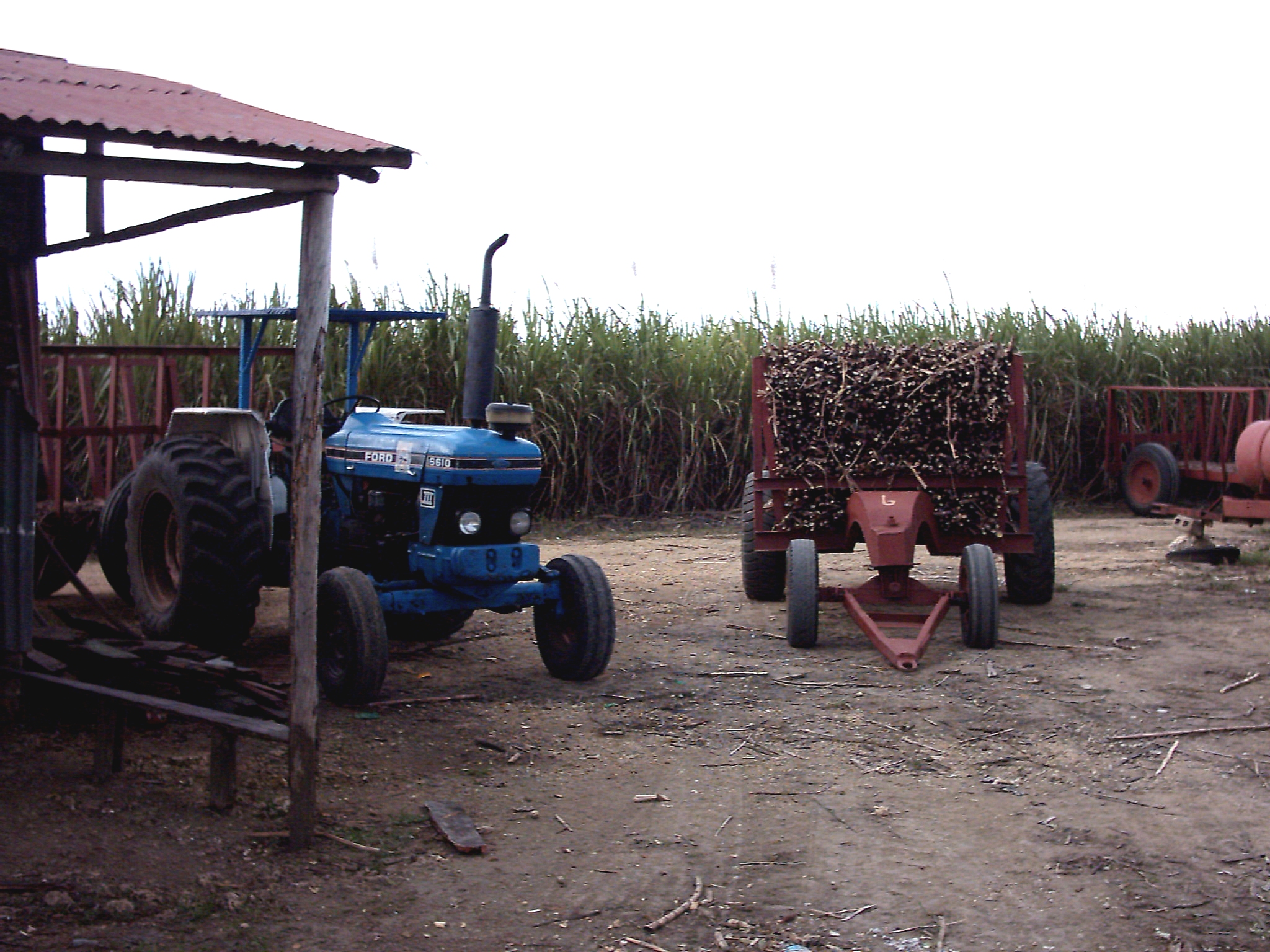
Культивування цукрових буряків є основою Домініканського сільського господарства

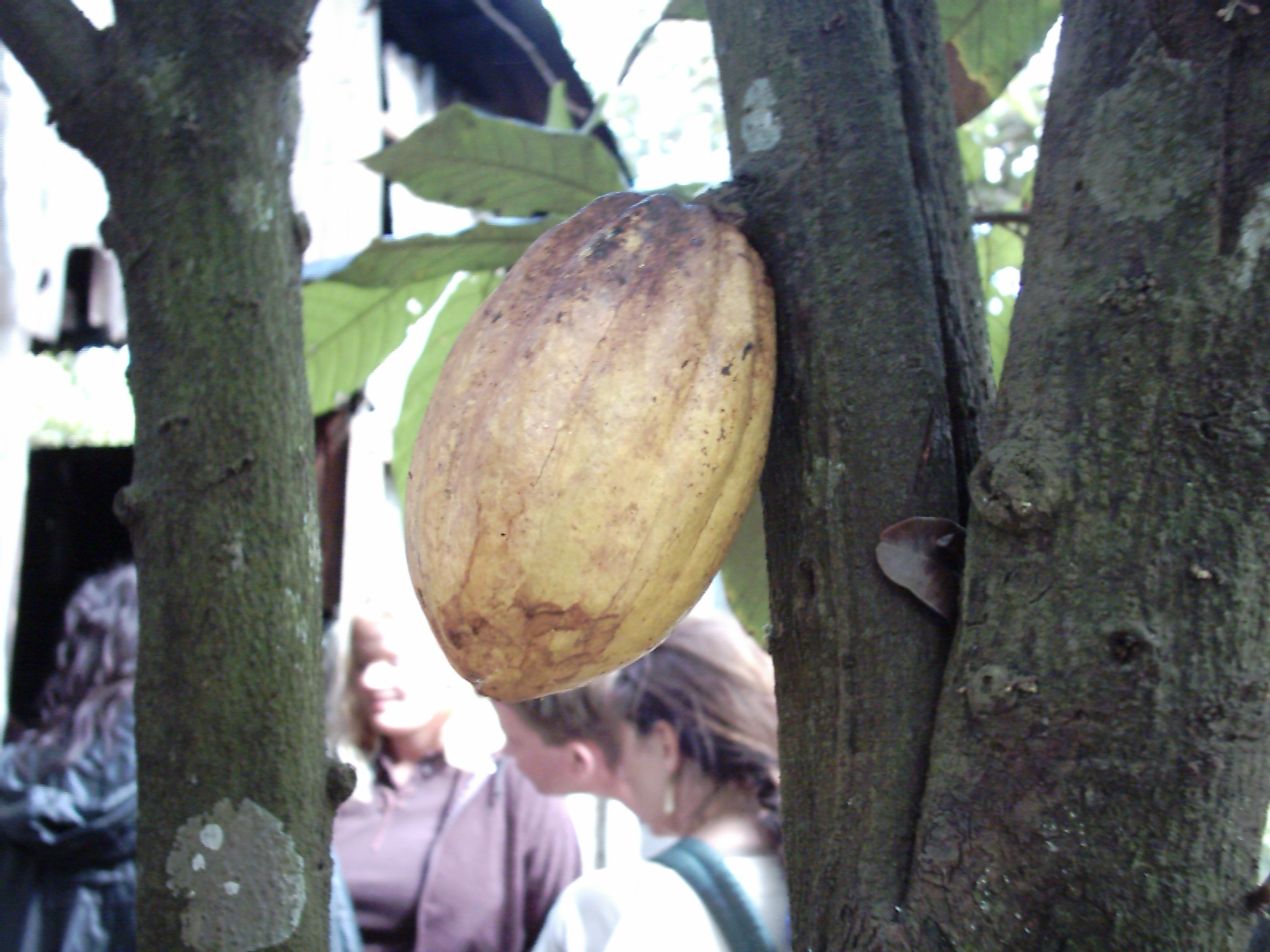
Какао є важливим експортним товаром з Домініканської Республіки

Головною сільськогосподарською культурою є цукровий очерет. Інші важливі експортні культури — кава, какао, фрукти і тютюн. Для внутрішнього споживання вирощуються рис, бобові, маніок і банани.

## Промисловість
У країні є невеликі запаси бокситів і нікелю, які знаходяться головним чином під контролем США, золота і срібла. Гірничодобувна промисловість є найважливішим джерелом експортного прибутку.
2/3 підприємств обробної промисловості займаються переробкою сільськогосподарської сировини. Виробляються також одяг, цемент та картонна тара. Налагоджено також виробництво спортивних товарів. У країні створено сім вільних промислово-економічних зон, де виробляються швейні вироби, електротовари та взуття.

## Транспорт
Аеропорти — 35. Міжнародні аеропорти: Пунта-Кана, Ель-Катею, Ла-Романа, Лас-Амерікас, Balaquer, Barahona,Santiago, Пуерто-Плата, Aroyo Baril
Автомобільні дороги (км) — 19 705. З твердим покриттям — 9872, без покриття — 9833; Залізниці — 178 км.

## Зв'язок
Мобільні оператори: Claro, Orange, Viva

## Економіка Домініканської Республіки
| Статистика                        |                                          |
| --------------------------------- | ---------------------------------------- |
| Валюта                            | Домініканський песо                      |
| Участь у міжнародних організаціях | СОТ, КАРИКОМ                             |
| ВВП (номінальний)                 | 78 190 000 000 (2008)                    |
| ВВП на душу населення по ППС      | $8200                                    |
| Інфляція (ІСЦ)                    | 10,6 % (2006)                            |
| Економічно активне населення      | 4,1 млн                                  |
| Рівень безробіття                 | 14,1 %                                   |
| Основні галузі                    | сільське господарство                    |
| Зовнішня торгівля                 |                                          |
| Партнери по експорту              | США, Гаїті, Нідерланди                   |
| Партнери по імпорту               | США, Венесуела, Мексика державні фінанси |
| Державні фінанси                  |                                          |
| Державний борг                    | 37,4 % ВВП                               |
| Державні доходи                   | $7 460 000 000                           |
| Державні витрати                  | $9 020 000 000                           |